# Grebenstein
Grebenstein är en stad i Landkreis Kassel i Regierungsbezirk Kassel i förbundslandet Hessen i Tyskland.
De tidigare kommunerna Burguffeln, Schachten och Udenhausen uppgick i Grebenstein 1 oktober 1970.